# Mesocyon
Mesocyon és un gènere de mamífers carnívors de la família dels cànids que visqueren a Nord-amèrica entre l'Oligocè inferior i el Miocè inferior. Se n'han trobat restes fòssils als Estats Units (Califòrnia, Colorado, Dakota del Sud, Nebraska, Oregon i Wyoming). Pertanyien a la subfamília dels hesperocionins. Aproximadament de la mida d'un coiot, es tracta dels primers cànids coneguts que tenien una dieta majoritàriament carnívora.